# Bohdan Schust
Bohdan Romanowytsch Schust (ukrainisch Богдан Романович Шуст; * 4. März 1986 in Sudowa Wyschnja, Oblast Lwiw, Sowjetunion (heute Ukraine)) ist ein ehemaliger ukrainischer Fußballspieler auf der Position des Torwarts. Er nahm als Ersatztorhüter an der Fußball-Weltmeisterschaft 2006 in Deutschland teil.

## Karriere
Schust begann seine Karriere beim damals zweitklassigen Karpaty Lwiw, wo er bis 2005 spielte. In der Winterpause der Saison 2005/06 wechselte er zum ukrainischen Meister Schachtar Donezk, mit dem er nach Ablauf der Rückrunde die ukrainische Meisterschaft verteidigen konnte. Kam er in der Folgesaison 2006/07 noch auf 14 Liga- und 4 Champions-League-Einsätze für Donezk, so musste er in den darauffolgenden Saisons zunehmend mit dem Status des Ersatztorhüters vorliebnehmen und sich hinter Andrij Pjatow einordnen, der sich in dieser Zeit zur langjährigen Nummer 1 des Vereins und der ukrainischen Fußballnationalmannschaft entwickelte. Zwischen 2009 und 2011 folgten mehrere Leihgeschäfte mit anderen ukrainischen Erstligisten. Schust verließ den Verein 2012 endgültig und schloss sich Anfang 2013 Metalist Charkiw an. Bis zu seinem Karriereende Anfang 2022 spielte Schust bei weiteren Vereinen in der ersten sowie kurzzeitig zweiten ukrainischen Liga. Insgesamt absolvierte er 177 Partien in der höchsten ukrainischen Spielklasse.
Schust gab sein Länderspieldebüt am 28. Februar 2006 kurz vor seinem 20. Geburtstag gegen Aserbaidschan und kam in der Vorbereitung für die Weltmeisterschaft 2006 zu zwei weiteren Einsätzen. Er gehörte dem ukrainischen WM-Kader als etatmäßiger dritter Torhüter an. Anschließend bestritt er nur noch ein weiteres Freundschaftsspiel Anfang 2007 gegen Israel. Bis 2008 war er zudem für ukrainische Nachwuchsnationalmannschaften aktiv.

## Erfolge
- Ukrainische Meisterschaft: 2006, 2008, 2012
- Ukrainischer Pokal: 2008, 2012
- Ukrainischer Superpokal: 2008
- Teilnahme an einer WM: 2006 (kein Einsatz)